# 尤里·伊林
尤里·維克托羅維奇·伊林（發音：[ˈjʉrʲɪj ˈvʲiktərəvʲɪtɕ ɪˈlʲjin]；1968年4月9日—），哈薩克斯坦政治人物。他曾經在2016年4月8日至2020年9月11日期間出任該國內務部副部長，並自2020年9月11日至2023年6月10日起擔任緊急情況部部長。

## 早年生活和教育
伊林於1968年4月9日在蘇聯俄羅斯蘇維埃聯邦社會主義共和國（現俄羅斯）新西伯利亞州古比雪夫出生，大學時期於阿拉木圖高級聯合部隊指揮學院（現哈薩克陸軍軍事學院）修讀履帶和輪式車輛操作工程學系並在1989年順利畢業，後來又於2006年獲得吉爾吉斯國立法律學院（Кыргызская государственная юридическая академия）法律學士學位。

## 仕途
伊林在1989年8月進入蘇聯陸軍先後擔任莫斯科軍區第2守衛機動步槍師第73衛隊與第1衛隊機動步槍團機動步槍排司令，隨後於1992年7月前往烏克蘭蘇梅州民防部門出任第390課講師，並在一年後晉升至副課長。1996年8月，他又轉往哈薩克斯坦阿拉木圖州緊急情況局培訓中心擔任高級官員，約兩年後改任阿拉木圖市緊急情況局民防處負責人，其後更於1999年6月升任至緊急情況局副局長一職長達12年半。
2011年12月，伊林被調往阿拉木圖市動員培訓、民防、防範和應對自然災害局出任代理局長，一個月後獲升為局長，接著又在2013年3月擔任阿拉木圖市副市長。2015年10月，伊林再獲調往首都阿斯塔納（今努爾蘇丹）出任哈薩克斯坦總統辦公廳國家管控與區域組織辦公室國家督查員一職，半年後改任內務部副部長。
2020年9月9日，哈薩克斯坦第二任總統卡西姆若馬爾特·托卡耶夫簽署第408號總統令，正式成立緊急情況部，兩天後托卡耶夫總統再任命伊林為緊急情況部部長。

## 榮譽
伊林曾經於2013年獲得庫爾梅特獎章，後來更在2020年5月榮獲少將軍銜。